# Robert Runcie
Robert Alexander Kennedy Runcie (Liverpool, 2 oktober 1921 - St Albans, 11 juli 2000) was een Brits geestelijke en een primaat van de Anglicaanse Kerk.

## Levensloop
Runcie onderbrak zijn studie tijdens de Tweede Wereldoorlog om te dienen als tankcommandant voor de Scots Guards. Na de overgave van Duitsland diende hij nog korte tijd voor de geallieerde troepen in Keulen.
Bij terugkeer in Oxford behaalde hij een graad in de klassieken en in 1951 werd hij gewijd als priester. In 1970 werd hij benoemd tot bisschop van St. Albans en tussen 1973 en 1980 was hij vicevoorzitter van de Anglican-Orthodox Joint Doctrinal Commission.
In 1980 werd hij benoemd tot aartsbisschop van Canterbury, wat een breuk met de traditie betekende omdat als regel de aartsbisschop van York voor deze positie in aanmerking kwam. De betreffende toenmalige ambtsdrager, Stuart Blanch, zag hier echter van af. Runcie werd internationaal bekend toen op hij 29 juli 1981 de kerkdienst in de St Paul's Cathedral leidde tijdens het huwelijk van prins Charles en Diana Spencer, hoewel hij het koppel vaak openlijk had bekritiseerd.
Runcie was enerzijds een graag geziene gast vanwege zijn humor en intelligentie, maar wist daarnaast ook geregeld controverse op te wekken vanwege zijn uitgesproken liberale denkbeelden. Hij leverde geregeld kritiek op de Britse regering vanwege haar standpunt over kernwapens en de behandeling van arme mensen in het land. In 1982 haalde hij de woede op zijn hals vanwege zijn oproep tot verzoening met Argentinië na de overwinning in de Falklandoorlog voor het Verenigd Koninkrijk. Verder bekommerde hij zich actief om de gijzelaars in Teheran en Libanon vrij te krijgen.
Hij had meerdere malen ontmoetingen met paus Johannes Paulus II, zoals tijdens het Pastoraal bezoek van paus Johannes Paulus II aan Groot-Brittannië in 1982. Zijn pogingen om de Anglicaanse en Katholieke Kerk dichter bij elkaar te brengen waren echter niet succesvol.
Runcie ging op 31 januari 1991 met emeritaat. Hij overleed in 2000. Hij ligt begraven in de Kathedraal en Abdijkerk van Sint-Albanus.

## Erkenning
In 1945 werd hij voor zijn verdienste als tankcommandant in de Tweede Wereldoorlog onderscheiden met het Military Cross.
In 1991 werd hij benoemd tot baron Runcie van Cuddesdon. In 1996 onderscheidde het Franklin and Eleanor Roosevelt Institute hem met de Four Freedoms Award.